# 계룡터널
계룡터널(鷄龍터널)은 호남고속선의 길이 7,240m의 철도 터널이다. 호남고속선 중에서 가장 긴 터널로 오송역과 공주역 사이에 있다. 충청남도 공주시 계룡면에 위치하며 계룡산 아래를 관통한다.

## 역사
- 2010년 12월: 착공
- 2012년 3월 20일: 관통식
- 2014년 말: 완공
- 2015년 4월 1일: 호남고속철도 개통 및 운행 시작